# Terempalatset
Terempalatset är ett palats i Kreml i Moskva i Ryssland, som är känt som ett tidigare tsarresidens. Palatset uppfördes 1635-1636 och fungerade som tsarernas huvudsakliga residens i Moskva under 1600-talet.  När det uppfördes var det ett av de första byggnaderna i sten i Moskva. 

## Historik
Innanför Kremls fästningsmurar låg sedan 1100-talet en rad olika träbyggnader som tjänade som bostad för storfurstarna av Moskva och sedan tsarerna av Ryssland och deras hov.  Terempalatset uppfördes för att ersätta ett tidigare stenpalats, som hade uppförts på samma plats i början av 1499-1508 för att fungera som bostad åt tsarernas företrädare, storfurstarna av Moskva. Detta palats skadades under det inbördeskrig som var känt som den Stora oredan, och när stabilitet hade uppnåtts i Ryssland genom etableringen av ätten Romanov beslöts därför att ersätta det gamla palatset. Terempalatset är nästan helt från 1635-36, men det byggdes på det gamla palatsets grundmurar. 
Terempalatset var inte det enda palatset som tjänade som bostad åt tsaren: det var snarare en del av ett stort komplex av mer eller mindre sammanhängande byggnader innanför Kreml som tjänade som bostad åt tsarhovet. Bland övriga stenbyggnader var Fasettpalatset (tsarens representationsbyggnad) och Tsaritsans gyllene kammare (tsaritsans representationsbyggnad). De flesta av de övriga byggnaderna var däremot av trä, och de brann ned i en stor brand innanför Kreml år 1696. Det var vid samma tid som Peter den store genomförde sina västerländska reformer i Ryssland, och 1703 senare överfördes hela hovet till Sankt Petersburg. Terempalatset ersattes som tsarens officiella Moskvabostad när kejsarinnan Elisabet lät uppföra det första Stora Kremlpalatset 1749-1753.